# Trophée des Gastlosen
Le Trophée des Gastlosen est une course populaire de ski alpinisme autour de la chaîne des Gastlosen dans la région de Jaun en Suisse. Chaque année, au début du mois de février, des centaines de concurrents s'élancent sur deux parcours techniques et alpins, permettant aux coureurs populaires de se mesurer à l'élite nationale et internationale.

## Présentation
D'une idée d'Erhard Loretan et Gérard Domon de Sport Evasion (Fribourg) est née en 1987 la Patrouille des Poyets, course de ski alpinisme d'un dénivelé proche des 2000 mètres. Neige, peaux de phoque, pentes vertigineuses à la montée comme à la descente, chronomètre et temps "canon". Parcours alpin où alternent doux vallons et arêtes escarpées, forêts épaisses de sapins et couloirs engagés, chalets d'alpages et sommets élevés. 

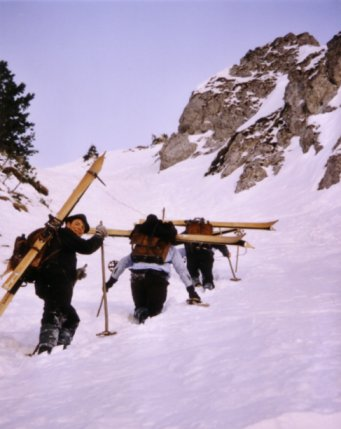
Matériel d'époque!

Dès 1992, le ski-club de Charmey organise cette manifestation rebaptisée sous le nom de Trophée des Gastlosen, avec un parcours plus technique et attractif. 
Autre particularité de cette course, l'ouverture d'une partie de son parcours à la course des jeunes. Pas de tracé au rabais, mais du ski alpinisme avec montées aux nombreuses conversions, suivies de sorties de couloirs à pied, skis sur le sac. Descentes raides avec corde fixe, ski en forêt demandant précision, lucidité et rapidité. À l'arrivée, sans surprise, les meilleurs jeunes européens sont aux premières places. 
La manifestation compte depuis 1995 comme manche de la coupe suisse de ski alpinisme. En 2001, le Trophée compta comme manche de la coupe d'Europe de ski alpinisme. Pour sa 10e édition en 2002, le Trophée des Gastlosen aura été intégré au 1er Trophée des Alpes de ski alpinisme, comprenant la course de la Pierra Menta en France et la course de "l'Alta Valtellina" à Bormio en Italie. En 2004, certains participants ont joué le jeu de courir à l'ancienne (ski en bois, vêtements d'époque, etc.). L'édition 2008 a enregistré un nombre record de participants (1105).
En 2010, la course gruyérienne sera une étape des Championnats du monde de ski alpinisme.
Le Trophée des Gastlosen, c'est aussi le travail d'une équipe soudée composée de 170 collaborateurs bénévoles qui contribuent au succès de cette manifestation.

## Parcours

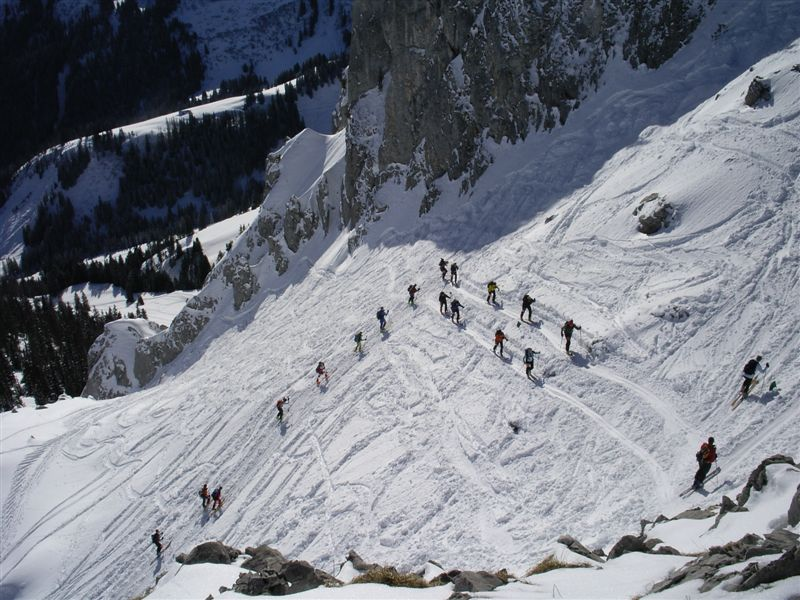
Les concurrents gravissent le couloir de la Wandflue.

La course propose deux parcours et sept catégories pour permettre à chaque concurrent de vivre l'aventure selon ses capacités physiques, son niveau entraînement et son âge.
- Parcours A : trois montées, dénivellation +2190m / -2230m
- Parcours B : deux montées, dénivellation +1290m / -1510m

| Lieu             | Altitude | Parcours A                 | Parcours B                 |
| ---------------- | -------- | -------------------------- | -------------------------- |
| Jaun             | 980 m    | Départ                     | -                          |
| Gratflue         | 1920 m   | Contrôle                   | -                          |
| Abländschen      | 1205 m   | Contrôle et ravitaillement | Départ                     |
| Wandflue         | 2130 m   | Contrôle                   | Contrôle                   |
| Petit-Mont       | 1400 m   | Contrôle et ravitaillement | Contrôle et ravitaillement |
| Chalet du Soldat | 1752 m   | Contrôle                   | Contrôle                   |
| Jaun             | 980 m    | Arrivée                    | Arrivée                    |

Profil des parcours :

## Catégories

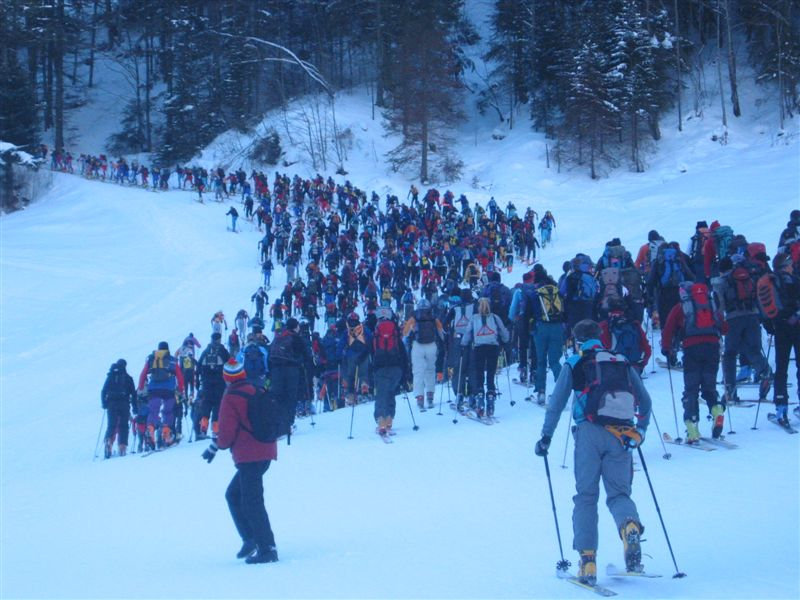
Le départ du grand parcours, édition 2006.

Les catégories sont celles de la Coupe suisse de ski alpinisme. En voici un résumé.
| Désignation         | Age   | Classement | Parcours |
| ------------------- | ----- | ---------- | -------- |
| Juniors filles      | 15-20 | Individuel | B        |
| Dames               | +21   | Équipe     | A        |
| Fun pop (populaire) | +15   | Équipe     | B        |
| Juniors garçons     | 15-20 | Équipe     | B        |
| Espoirs             | 21-23 | Équipe     | A        |
| Seniors             | 24-39 | Équipe     | A        |
| Vétérans I          | 40-49 | Équipe     | A        |
| Vétérans II         | +50   | Équipe     | A        |

## Règlement
Le règlement est celui de la Coupe suisse de ski alpinisme. En particulier, chaque équipe est tenue d'emporter divers éléments d'équipement, notamment :
- 1 paire de skis d'au moins 60 mm de large au patin avec des carres métalliques sur toute la longueur ;
- 1 paire de bâtons de type alpin avec rondelles plastiques ;
- 1 appareil de recherche de victime d'avalanche (ARVA) 457 kHz ;
- 1 paire de chaussures montantes (au-dessus de la malléole) avec semelles crantées type Vibram et permettant d'adapter des crampons ;

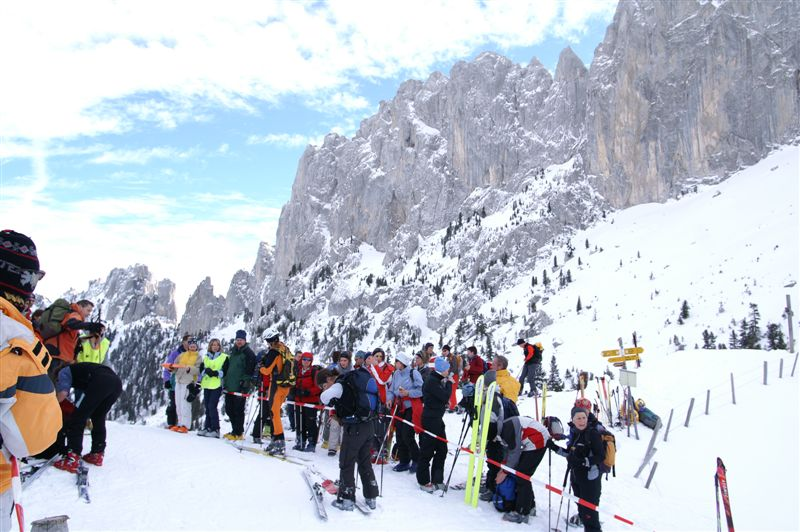
Le poste de contrôle du Chalet du Soldat, avec les Gastlosen à l'arrière-plan.

- 1 pelle à neige homologuée UIAA ;
- 3 couches de vêtements pour le haut dont un coupe-vent ;
- 2 couches de vêtements pour le bas dont un coupe-vent ;
- Bonnet, gants, lunettes filtrantes, 1 couverture de survie ;
- 1 sac à dos ;
- Port du casque type escalade homologué par l'UIAA obligatoire ;
- Par équipe : 3 paires de peaux de phoque ;

Les équipes doivent obligatoirement passer groupées aux postes de contrôle. Au départ et à l'arrivée, un contrôle du matériel est effectué. Il est également exigé de la part des concurrents un comportement fair-play et il est strictement interdit d'abandonner des déchets dans la nature. Le non-respect du règlement est sanctionné par des minutes de pénalité, ou même par la disqualification si la faute est grave.

## Records
- Record de participation : 1105 concurrents (2008)
- Record du grand parcours : 2 heures 0 minutes 48 secondes (Florent Perrier et Grégory Gachet, France, en 2005)
- Record du petit parcours : 1 heure 18 minutes 32 secondes (José Charrière et Mathieu Charvoz, Suisse, en 2005)

NB : étant donné que les parcours varient d'une année à l'autre en raison des conditions d'enneigement ou de la météo, on ne peut pas véritablement considérer ces records comme absolus.